# 扶壁

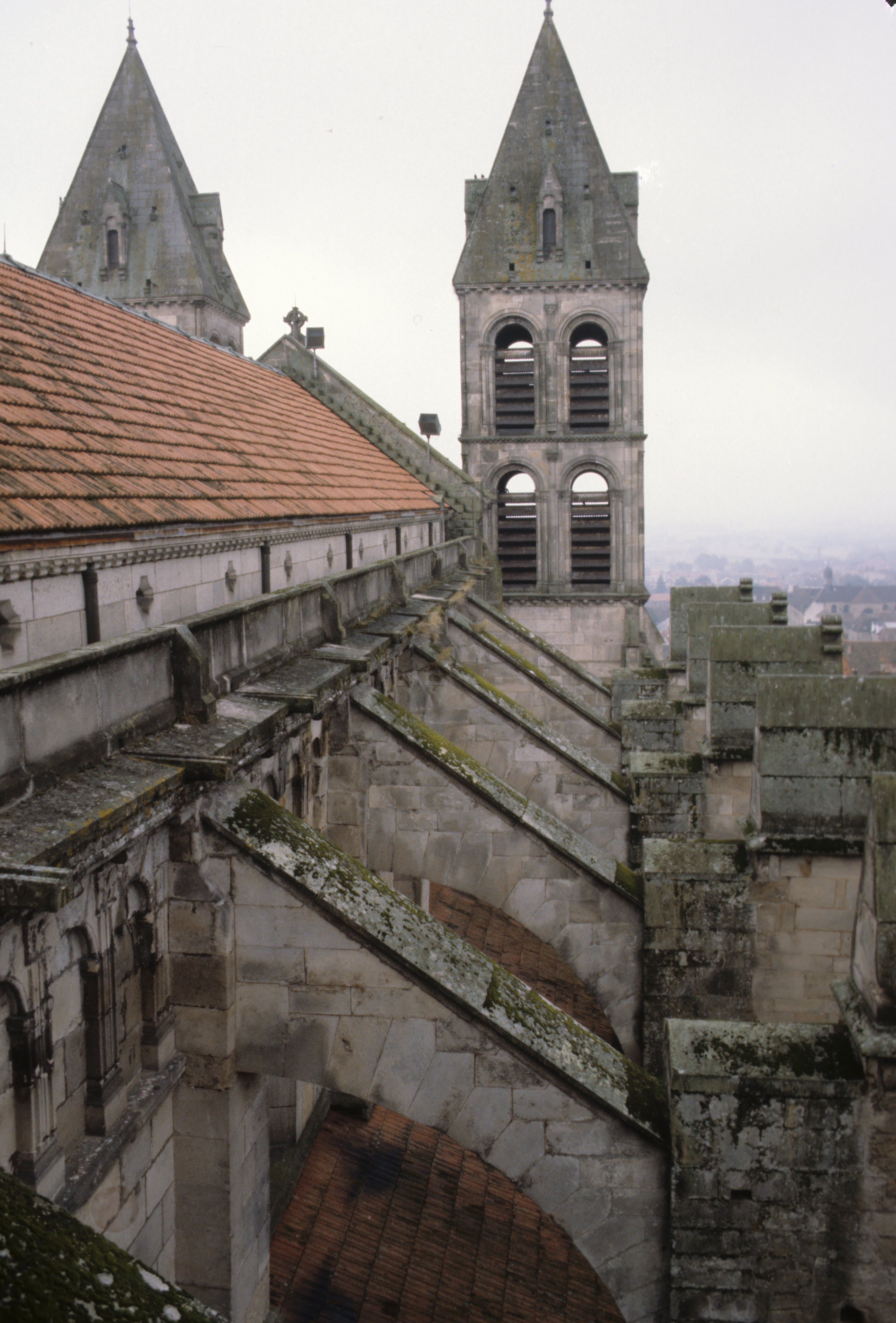
图中成排的桥状物就是扶壁

扶壁 （Buttress），一般与墙体同时施工，断面为方形、矩形或其他形式，常为下大上小，其间距、高度及断面尺寸由设计计算决定。哥特式教堂的扶壁一般凸出很多，13世纪以后，有些教堂将各扶壁之间的空间利用为一间间小礼拜堂。扶壁也常用于承重墙、挡土墙、挡水墙等墙体。它也是一种在欧洲古代上建筑常见的建筑构件，建筑师将其修建在主墙和外部墙壁之间以减轻主墙所承受的压力，因此增加了这些建筑的安全性。